# Kamen Chadzjiev
Kamen Galabov Chadzjiev (Bulgaars: Камен Гълъбов Хаджиев) (Smoljan, 22 september 1991) is een Bulgaars voetballer die als middenvelder bij Beroe Stara Zagora speelt.

## Carrière
Kamen Chadzjiev speelde bij verschillende Bulgaarse voetbalclubs, tot hij in de zomer van 2016 via VfB Oldenburg bij Fortuna Sittard terecht kwam. Hier maakte hij zijn debuut op 5 augustus 2016 zijn debuut maakte in de met 2-1 gewonnen thuiswedstrijd tegen Achilles '29. Hij maakte zijn eerste doelpunt voor Fortuna in de met 3-0 gewonnen thuiswedstrijd tegen SC Cambuur op 16 september 2016. Na een seizoen vertrok hij naar Beroe Stara Zagora. Hier werd hij in januari 2019 voor een bedrag van driehonderdduizend euro weggekocht door het Hongaarse Puskás Akadémia FC. Nadat zijn contract aldaar in 2021 afliep, keerde hij weer terug bij Beroe. Hierna speelde hij voor het Oezbeekse Pachtakor Tasjkent en de Bulgaarse clubs Lokomotiv Sofia en FC Chebar Pazardzjik.

### Statistieken
| Seizoen                    | Club                    | Land           | Competitie        | Competitie | Competitie | Beker | Beker | Internationaal | Internationaal | Totaal | Totaal |
| Seizoen                    | Club                    | Land           | Competitie        | Wed.       | Dlp.       | Wed.  | Dlp.  | Wed.           | Dlp.           | Wed.   | Dlp.   |
| -------------------------- | ----------------------- | -------------- | ----------------- | ---------- | ---------- | ----- | ----- | -------------- | -------------- | ------ | ------ |
| 2006/07                    | Rodopa Smoljan          | Bulgarije      | A PFG             | 1          | 0          | 0     | 0     | –              | –              | 1      | 0      |
| 2010/11                    | PFC Pirin Gotse Delchev | Bulgarije      | B PFG             | 30         | 1          | 0     | 0     | –              | –              | 30     | 1      |
| 2011/12                    | FC Tsjepinets Velingrad | Bulgarije      | V AFG             | ?          | ?          | ?     | ?     | –              | –              | ?      | ?      |
| 2011/12                    | Minyor Pernik           | Bulgarije      | A PFG             | 4          | 0          | 0     | 0     | –              | –              | 4      | 0      |
| 2012/13                    | Minyor Pernik           | Bulgarije      | A PFG             | 8          | 0          | 3     | 1     | –              | –              | 11     | 1      |
| 2013/14                    | Minyor Pernik           | Bulgarije      | V AFG             | 0          | 0          | 0     | 0     | –              | –              | 0      | 0      |
| 2013/14                    | Doxa Petrousas FC       | Griekenland    | ?                 | ?          | ?          | ?     | ?     | –              | –              | ?      | ?      |
| 2013/14                    | Lokomotiv Sofia         | Bulgarije      | A PFG             | 15         | 1          | 4     | 0     | –              | –              | 19     | 1      |
| 2014/15                    | Lokomotiv Sofia         | Bulgarije      | A PFG             | 26         | 0          | 3     | 0     | –              | –              | 29     | 0      |
| 2015/16                    | VfB Oldenburg           | Duitsland      | Regionalliga Nrd. | 34         | 6          | 3     | 0     | –              | –              | 37     | 6      |
| 2016/17                    | Fortuna Sittard         | Nederland      | Eerste divisie    | 32         | 2          | 1     | 0     | –              | –              | 33     | 2      |
| 2017/18                    | Beroe Stara Zagora      | Bulgarije      | Parva Liga        | 27         | 1          | 2     | 2     | –              | –              | 29     | 3      |
| 2018/19                    | Beroe Stara Zagora      | Bulgarije      | Parva Liga        | 19         | 0          | 2     | 0     | –              | –              | 21     | 0      |
| 2018/19                    | Puskás Akadémia FC      | Hongarije      | NB I              | 15         | 0          | 2     | 0     | –              | –              | 17     | 0      |
| 2019/20                    | Puskás Akadémia FC      | Hongarije      | NB I              | 28         | 0          | 3     | 0     | –              | –              | 31     | 0      |
| 2020/21                    | Puskás Akadémia FC      | Hongarije      | NB I              | 6          | 1          | 1     | 0     | 1              | 0              | 8      | 1      |
| 2021/22                    | Beroe Stara Zagora      | Bulgarije      | Parva Liga        | 14         | 0          | 1     | 0     | –              | –              | 15     | 0      |
| 2022                       | Pachtakor Tasjkent      | Oezbekistan    | Superligasi       | 10         | 0          | 1     | 0     | 3              | 0              | 14     | 0      |
| 2022/23                    | FK Lokomotiv 1929 Sofia | Bulgarije      | Parva Liga        | 11         | 0          | 0     | 0     | –              | –              | 11     | 0      |
| 2022/23                    | FC Chebar Pazardzjik    | Bulgarije      | Parva Liga        | 5          | 0          | 0     | 0     | –              | –              | 5      | 0      |
| Carrièretotaal             | Carrièretotaal          | Carrièretotaal | Carrièretotaal    | 285        | 12         | 26    | 3     | 4              | 0              | 315    | 15     |
| Bijgewerkt op 23 juni 2023 |                         |                |                   |            |            |       |       |                |                |        |        |